# كين براون (كرة سلة)
كين براون (بالإنجليزية: Ken Brown)‏ مواليد 24 أكتوبر 1989 في سانت لويس، هو لاعب كرة سلة أمريكي. بدأ مسيرته الاحترافية في سنة 2012. يلعب مع نادي الرياضي بيروت كلاعب هجوم خلفي. يحمل الرقم 2. يبلغ طوله 5 قدم 11 بوصة (1.8 م).

## المسيرة الاحترافية
لعب مع نورشوبينغ دولفينز في موسم 2013–2014، ثم لعب مع ليتوفوس رايتس في سنة 2016، ثم لعب مع نادي الرياضي بيروت في سنة 2016.

## روابط خارجية
- كين براون على موقع كرة السلة الأوروبية.كوم (الإنجليزية)
- كين براون على موقع كلية كرة السلة في سبورتس رفرنس.كوم (الإنجليزية)
- كين براون على موقع ريلجم (الإنجليزية)
- كين براون على موقع بروبوليرز (الإنجليزية)
- كين براون على موقع سبورتس رفرنس (الإنجليزية)